# Брюле (Мёрт и Мозель)
Брюле́ (фр. Bruley) — коммуна во французском департаменте Мёрт и Мозель региона Лотарингия. Относится к кантону Туль-Нор.	

## География

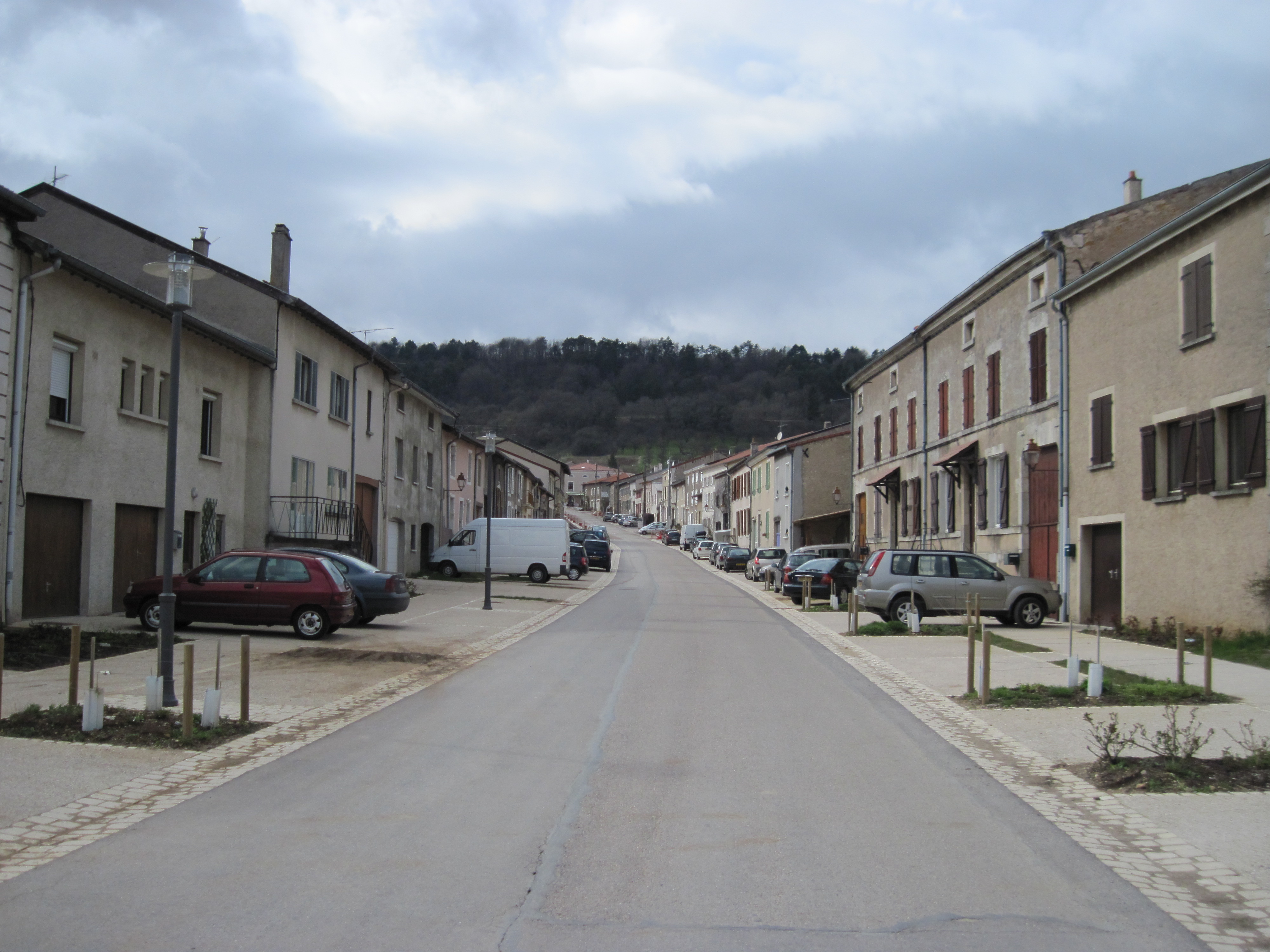
Центральная улица Брюле.

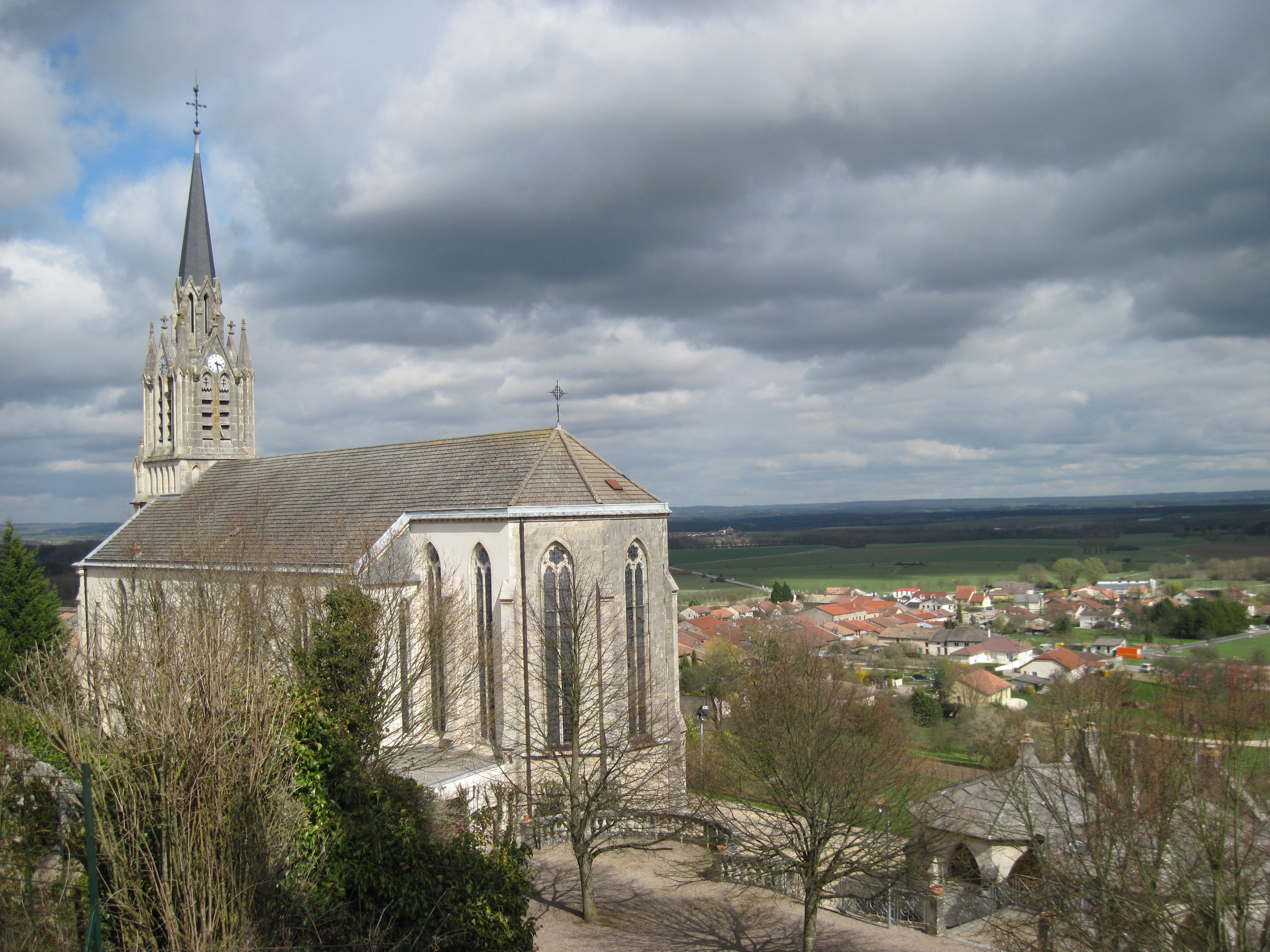
Церковь в Брюле.

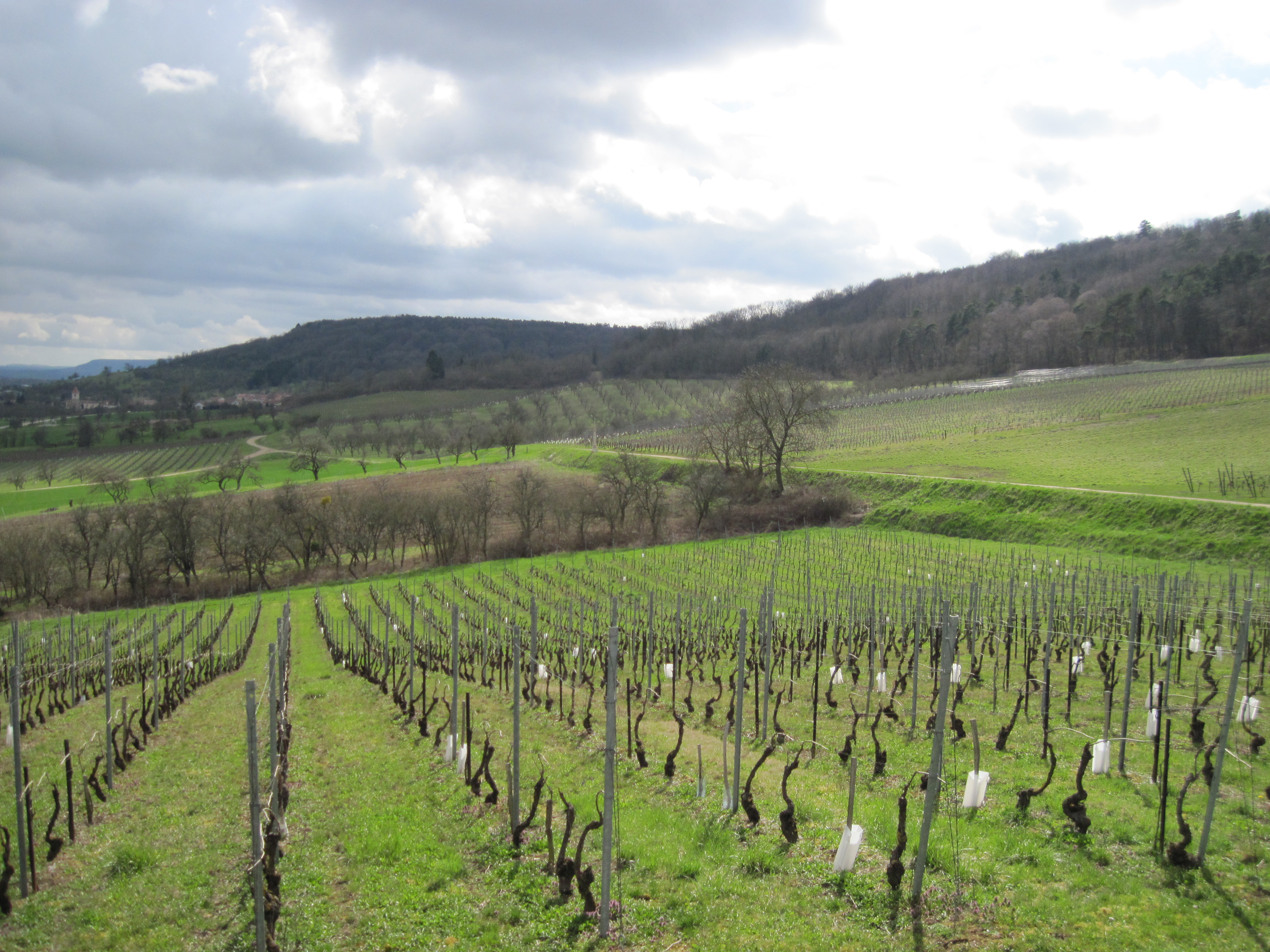
Виноградники в окрестностях Брюле.

Брюле расположен в 55 км к югу от Меца и в 25 км к западу от Нанси. Соседние коммуны: Люсе и Ланье на севере, Туль на юго-востоке, Панье-деррьер-Барин и Экрув на юге, Ланёввиль-деррьер-Фуг на западе.

## Происхождение названия
Название коммуны Брюле (Bruley) происходит не от глагола жечь (фр. brûler, например, фр. terre brûlée, выжженная земля), как может показаться, а от старинного обозначения холма. Холмистая местность, на которой расположена деревня, дала первоначальное название Брюэриакэн (Brueriacum), постепенно изменённое в Bruereium, Brurey, Brusley и, наконец, в Bruley.

## Сельское хозяйство
Брюле в основном занят виноградниками, садами традиционной для этого региона мирабели и виноделием. Здесь производятся вина марки Côtes-de-toul (AOC).

## Демография
Население коммуны на 2010 год составляло 600 человек.
| 1962 | 1968 | 1975 | 1982 | 1990 | 1999 | 2010 |
| ---- | ---- | ---- | ---- | ---- | ---- | ---- |
| 422  | 350  | 341  | 382  | 539  | 586  | 600  |

## Достопримечательности
- Военный форт (реграментируется военным ведомством и закрыт для публики).
- Церковь XIX века.

## Местная кулинария
Кроме вина Брюле известна своим особым видом крем-брюле с мирабелью. 
- Ингредиенты на 8 порций: 450 г слив (в данном случае мирабели), 20 г сливочного масла, 1 л сливок, 7 яичных желтков, 150 г сахара. Установить печь для подогрева (110 °C) в течение 10 минут. В сотейнике протушить разрезанные пополам сливы без косточек с маслом. Отдельно в миске смешать сахар и яичные желтки, взбить до пенистой бледно-жёлтой консистенции. Добавить сливки и сливы. Залить в чашку для выпечки. Выпекать 60 минут. Остудить. Непосредственно перед подачей, посыпать коричневым сахаром и подержать на гриле для карамелизации.